# 238-я стрелковая дивизия (1-го формирования)
238-я стрелковая Краснознамённая дивизия — воинское соединение Вооружённых Сил СССР в Великой Отечественной войне.

## История

### Казахстан
Дивизия сформирована в марте 1941 года в Среднеазиатском военном округе (САВО).
17 марта 1941 года Народный комиссар обороны издал приказ о формировании в Казахстане 238-й стрелковой дивизии. Штаб дивизии разместился в Семипалатинске, где также были дислоцированы один из стрелковых полков, подразделения обеспечения дивизии и 693-й лёгкий артиллерийский полк.
В средине апреля в Семипалатинск прибыла большая группа призывников из Ленинграда.
В июне 1941 года дивизия находилась в САВО. Весть о нападении фашистской Германии на Советский Союз застала дивизию в учебных лагерях у подножия хребта Алтайского горного массива на берегу реки Громотухи. Лагерная жизнь была прервана. Части дивизии возвратились на зимние квартиры и приступили к укомплектованию по штатам военного времени.
В качестве пополнения прибывали казахи-скотоводы из Прииртышских аулов, большие команды призывников крестьян-колхозников русской национальности из предгорий Алтая, а также рабочие с алтайских рудников.
25 августа поступил приказ грузиться в железнодорожные эшелоны. Однако, в связи с событиями в Иране, дивизия была направлена не на фронт, а на юг по Турксибу в Среднюю Азию.
Первоначально дивизия прибыла в Ашхабад на вокзал, произвела выгрузку из вагонов и походной колонной направилась к границе с Ираном. Бойцы недоумевали, почему их направили не на запад, где шли тяжёлые бои с прорвавшимися вглубь страны фашистскими войсками, а на южную границу, к Ирану. По указанию политотдела в подразделениях проводились беседы. Политработники разъясняли, что «гитлеровская Германия пытается протянуть свои щупальца к Ирану, к её запасам нефти и с юга ударить по Советскому Закавказью», в связи с чем Верховное Командование вынуждено спешно ввести войска в приграничные районы Ирана. Однако, уже через два дня по приказу командующего 53-й отдельной армией дивизия была возвращена в Ашхабад, снова погружена в эшелоны и направлена в приграничные районы Афганистана. Части дивизии разместились в Термезе, Чарджоу, Кирки с задачей прикрывать южную государственную границу. Здесь, на берегах Амударьи и Сурхандарьи были возобновлены занятия по боевой подготовке.
26 сентября 1941 года поступил приказ Ставки Верховного Командования о переброске 238-й стрелковой дивизии на Западный фронт для защиты Москвы.
Эшелоны 238-й стрелковой дивизии пошли на запад с предельной скоростью, Останавливались только на больших станциях, чтобы ездовые могли напоить лошадей, запастись фуражом, а бойцы получить пищу у вагона с походной кухней. Железнодорожный путь, соединявший Среднюю Азию с центральными районами страны был одноколейным, и все другие поезда задерживались, чтобы пропустить составы, идущие на фронт. Всего в дивизии насчитывалось около пятидесяти эшелонов. Когда головной эшелон приближался к Уральску, последний был ещё за Кзыл-Ордой.

### Под Тулой
7 октября 1941 года эшелоны один за другим начали прибывать в Тулу.
Трое суток подразделения дивизии находились в Туле на казарменном положении в школах и клубах города. 10 октября поступил приказ Ставки Верховного Главнокомандования: оборона Тулы возлагалась на 238-ю стрелковую дивизию, начальником обороны города назначался командир дивизии полковник Г. П. Коротков, а комиссаром — секретарь областного комитета ВКП(б) В. Г. Жаворонков.
Вечером, как только стемнело, части дивизии начали выдвигаться за город, чтобы занять оборонительные позиции в районе Ясной Поляны и в 12–15 километрах к западу от Тулы на Калужском направлении.
В состав дивизии входили:
- три полностью укомплектованных стрелковых полка,
  - пулемётные роты,
  - команды автоматчиков,
- гаубичный артиллерийский полк, имевший на вооружении 152-мм и 122-мм орудия
- лёгкий артиллерийский полк на конной тяге,
- противотанковый артиллерийский дивизион,
- подразделения зенитной артиллерии,
- разведывательный батальон,
- сапёрный батальон,
- батальон связи,
- медсанбат.

Всего насчитывалось семнадцать тысяч человек, а также свыше трёх тысяч лошадей.
В составе 238-й стрелковой дивизии в сентябре 1941 года вёл упорные бои 98-й пограничный полк. Он в течение нескольких дней удерживал оборону у села Добрёнка, отражая все попытки немцев прорваться на этом направлении. Когда противнику удалось потеснить наши части у села Ловинь, командир дивизии приказал пограничникам восстановить положение. Воины полка решительной контратакой выбили врага из Ловини, уничтожив много гитлеровцев и 20 автомашин.

### Под Алексином
Вечером 17 октября поступил приказ, согласно директиве зам. начальника Генштаба Красной Армии А. М. Василевского командиру 238-й стрелковой дивизии полковнику Короткову (Копия: командующему Зап. фронтом):

В связи со стремлением противника нанести удар от Калуги на Подольск, Ставка Верховного Главнокомандования приказывает 238 сд к утру 18.10 выйти в район г. Алексин, занять рубеж для обороны Бунырево — Алексин — Щукино и быть готовой с него нанести удар в направлении на Петрищево во фланг противника, при его попытке к наступлению на Подольск.

С выходом на р. Ока прочно прикрыть свой левый фланг со стороны района Лихвин — Перемышль.

Получение и исполнение донести.— [№ 003048 , 17 октября 41 г. 14 ч. 20 мин. ЦАМО РФ, ф. 48а, оп. 1554, л. 413. Подлинник]
В ночь на 18 октября стрелковые батальоны и артиллерийские батареи снимались с оборонительных позиций возле Ясной Поляны, а также ближайших подступов к Туле, вытягивались в колонны для перехода на новый рубеж к Алексину.
На рассвете передовой отряд дивизии в составе 643-го стрелкового и 693-го артиллерийского полков, покинув город, направились по шоссе к северу, в сторону Серпухова. Следом двигалась вторая колонна — 630-й стрелковый полк и 173-й гап на гусеничных тягачах. Совершив 45-километровый марш к северу, достигли посёлка Железня, где свернули с асфальта на булыжную мостовую и на другой день прибыли в Алексин.
837-й стрелковый полк и остальные части дивизии совершали марш по более короткому пути — через селения Варфоломеево, Никулино. Когда-то эта дорога была покрыта булыжной мостовой, но к осени 1941 года оказалась совершенно разбитой. В осеннюю распутицу ухабы и выбоины заполнились жидкой грязью, что делало дорогу труднопроходимой. Лошади в повозках, в орудийных и миномётных упряжках выбивались из сил. Под проливным дождём, отказываясь от отдыха, бойцы несли на себе двойной груз боеприпасов, помогали измученным лошадям. Но все спешили скорей занять позиции у Оки, чтобы остановить рвавшихся к Серпухову гитлеровцев.
19 октября части дивизии, с марша, начали занимать оборонительные позиции по берегу Оки. 837-й стрелковый полк — на участке от южной окраины Алексина до деревни Щукино и далее до устья речки Крушма. Для прикрытия левого фланга дивизии из состава 3-го батальона выделялся отдельный отряд с задачей оборонять район возле крупного посёлка Дугна.
830-й стрелковый полк при поддержке 173-го гаубичного артиллерийского полка выдвигался на западную окраину Алексина и дальше по берегу Оки до селений Бунырево и Егнышевка.
Штаб дивизии остался позади, в 5-6 километрах от города в деревне Иншино. Подразделения интендантской службы расположились в 12-километрах от переднего края, в большом селе Казначеево. Там, в колхозных сараях, разместились продфуражные и вещевые склады, а под деревьями, чтобы не обнаружила авиация противника, замаскировались грузовые машины автомобильного батальона.
Основные силы дивизии закрепились на восточном берегу Оки: здесь проходил главный рубеж обороны. Одновременно из состава дивизии были выделены значительные силы в передовой отряд, в который вошли 843-й стрелковый полк, батальон 830-го полка и 639-й лёгкий артиллерийский полк. Отряд должен был переправиться по понтонному мосту на западный берег Оки и, двигаясь в направлении деревни Солопенки, нанести встречный удар наступавшей со стороны Калуги 260-й немецкой пехотной дивизии и остановить её на подступах к Алексину, сорвав тем самым намерения гитлеровцев прорваться к Серпухову. А передовой отряд должен был оказать поддержку попавшей в окружение 5-й гвардейской стрелковой дивизии, помочь ей выйти из кольца, а затем переправиться на восточный берег Оки. В районе деревни Солопенки советских войск не было, а на подходе к посёлку Петровский оборонялся направленный из Тулы батальон войск НКВД. Батальон был малочисленный: в нём насчитывалось до 70-человек.
Когда части 238-й стрелковой дивизии совершали пеший переход из Тулы, на автомашинах был выброшен вперед 312-й отдельный разведывательный батальон. На подходе к Алексину, возле деревни Иншино, колонна автомашин остановилась и, как только бойцы спешились, подъехал начальник штаба 49-й армии полковник П. М. Верхолович и отдал приказ командиру батальона капитану А. И. Снозовому немедленно переправиться по понтонному мосту за Оку, выдвинуться к железнодорожной станции Средняя в 8 км от переправы и занять оборону.
Переправившись по наведённому сапёрами понтонному мосту, батальон двигался походной колонной в направлении посёлка Мышега, за которым была станция Средняя. К вечеру, когда колонна приблизилась к ней, по ней неожиданно был открыт огонь из стрелкового оружия — в пристанционном посёлке укрылись немцы и выставленное ими сторожевое охранение открыло огонь по следовавшей впереди группе советских разведчиков. Рассыпавшись в цепь, подразделения разведывательного батальона атаковали станционный посёлок с трёх сторон и посёлок и станция были очищены от противника. Этот день, 18 октября 1941 года, считается днём первого боя 238-й дивизии.
Ночью противник попытался выбить батальон со станции Средняя, но бойцы были на чеку, проявили стойкость, атака была отражена. Высланная утром в направлении соседней деревни Шипово группа разведчиков оказалась отрезанной противником и обратно не вернулась. Позднее остальные подразделения разведывательного батальона под натиском превосходящего по силе врага оставили железнодорожную станцию Средняя и в течение дня вели бой на подходе к деревне Стопкино.
К этому времени из передового отряда дивизии переправился за Оку и подошёл на помощь подразделению капитана А. И. Снозового стрелковый батальон 843-го полка под командованием капитана А. М. Козлова. С подходом подкрепления разведывательный батальон атаковал противника, смял его авангард и снова вышел к железнодорожной станции Средняя. Гитлеровцы тоже ввели в бой свежие резервы. Из Калуги на Алексин пробивалась 260-я пехотная немецкая дивизия, фашисты направили против ударной группы передового отряда 238 дивизии значительные силы, бой на западном берегу Оки на подступах к Алексину принял ожесточённый характер.
В это время сапёры дивизии укрепляли понтонный мост для переправы через реку тяжеловесных орудий, пока они это делали, в ближайшей роще недалеко от города сосредоточились не успевшие переправиться за реку батареи 693-го лёгкого артиллерийского полка и остальные подразделения 843-го полка. После длительного пешего перехода люди нуждались в отдыхе, но боевым подразделениям не разрешалось размещаться в домах вместе с гражданским населением и они укрылись в лесу. Утром 19 октября они переправились на западный берег.
Спеша на помощь вступившим в бой с противником подразделениям дивизии, конные упряжки орудий 693 артполка полка перешли "на рысь" и, не доезжая до деревни Стопкино, батареи с ходу занимали огневые позиции, быстро приводили орудия к бою, артиллеристы сходу оборудовали наблюдательные пункты батарей в Стопкино на крышах домов и в сараях, связисты с прокладывали связь. Всё делалось слаженно.
После короткой пристрелки на врага обрушился беглый огонь всех батарей полка. Гитлеровцы вводили свежие резервы и шли напролом, но передовой отряд дивизии стойко сдерживал натиск противника, а снаряды артиллерии ложились точно в цель и заставили врага отползать назад, искать укрытия в лощинах.
Особенно упорные бои развернулись на участке 843-го стрелкового полка. К вечеру противник нанёс новый удар с направления деревни Солопенки, намереваясь рассечь боевые порядки передового отряда дивизии, прорваться в район моста через Оку и отрезать отряд от главных сил дивизии. Однако все попытки врага овладеть переправой встречали стойкое сопротивление. Не добившись успеха гитлеровцы вынуждены были откатиться на исходные позиции к деревне Солопенки. Лобовым ударом враг не смог пробиться к мосту через Оку.
На следующий день гитлеровцы ввели новые силы и предприняли наступление с целью овладеть переправой с флангов. У деревни Жаличня противнику удалось потеснить 3-й стрелковый батальон 843-го полка, но попытка врага развить успех и прорваться к мосту была снова сорвана — немцы натолкнулись там на огневую позицию короткоствольных пушек полковой батареи под командованием лейтенанта Е. Ф. Баранова, которые окопались на опушке рощи и были хорошо замаскированы. Чуть впереди от артиллеристов затаились разведчики. Один из них доложил, что прямо на батарею движется до батальона вражеской пехоты. Время для размышления не оставалось. Враг был совсем близко и командир батареи лейтенант Е. Ф. Баранов скомандовал: «Орудия к бою, подготовить шрапнель!». Но когда колона гитлеровцев уже стала видна и всё приближалась к батарее, лейтенант Баранов оставался спокойным, он приказал подпустить колонну врага как можно ближе. Наступавшие гитлеровцы неожиданно для себя, вдруг, увидели перед собой направленные на них стволы орудий, и в их рядах произошло замешательство. Баранов скомандовал: «Картечью, огонь!». Фашисты были уничтожены.
Однако, не теряя времени, лейтенант Баранов приказал сменить огневую позицию батареи, что было сделано вовремя. Через несколько минут на то место, откуда батарея вела огонь, обрушились вражеские мины. Несмотря на яростный огонь фашистских миномётчиков по пустому месту, шрапнельный огонь полковой батареи 238-й дивизии окончательно разбросал оставшихся гитлеровцев.
Получив отпор, 260-я немецкая пехотная дивизия не смирилась. Немцы приступили к перегруппировке и готовились к новой атаке, накапливая силы. Дальнейшее пребывание передового отряда 238-й дивизии на западном берегу Оки требовало переброски подкреплений за счёт ослабления основного рубежа обороны дивизии на восточном берегу. Кроме того, снарядов и боеприпасов оставалось немного, при этом затруднялся их подвоз. Противник держал под обстрелом подходы к мосту. Однако, поставленная ранее задача была выполнена. Была выведена из окружения 5-я гвардейская стрелковая дивизия, а 260-я немецкая пехотная дивизия остановлена на подступах к Алексину, что позволило основным силам 238-й дивизии занять оборонительные позиции по восточному берегу Оки. Оценив обстановку, командир дивизии полковник Г. П. Коротков решил отвести передовой отряд на восточный берег. Был отдан приказ: в ночь на 22 октября оставить плацдарм за Окой и присоединиться к главным силам дивизии на основном оборонительном рубеже.
Согласно оперативной сводке Генштаба Красной Армии № 281 на 8.00 4.12.41 238-я сд вела ожесточённый бой с противником в Алексинском районе Тульской области на рубеже Погиблово — Карташево — Божениново — Битюги. Потери дивизии за период 27.11 — 2.12 : убитыми — 537 человек, ранеными — 770 человек и пропавшими без вести — 693 человека. Потери противника за этот же период — убитыми и ранеными свыше 4000 человек, 2 танка, 16 миномётов, 24 станковых пулемёта и 42 ручных пулемёта.
21 апреля 1942 года после непрерывных многомесячных боёв на реке Угре под Юхновом 238-я стрелковая дивизия была отведена на 6–8 км с переднего края в резерв 49-й армии на отдых и пополнение.
3 мая 1942 г. пришло известие, что Указом Президиума Верховного Совета СССР за проявленный героизм в боях с немецко-фашистскими захватчиками дивизия награждена орденом Красного Знамени, а командиру дивизии полковнику Г. П. Короткову присвоено звание генерал-майора.
Через три недели пришла ещё одна радостная весть: приказом наркома обороны СССР от 25 мая 1942 г. 238-я стрелковая дивизия была преобразована в 30-ю гвардейскую.
О заслугах 238-й стрелковой дивизии в Московской битве свидетельствует тот факт, что из 12 соединений, действовавших в разное время в составе 49-й армии генерал-лейтенанта Захаркина И. Г., только одной, именно 238-й дивизии, за героизм, мужество и высокое боевое мастерство личного состава было присвоено звание гвардейской.
Впоследствии участвовала в боях за Белоруссию, освобождение Риги. За участие во взятии Риги, получила почётное наименование «Рижской».
Дальнейший боевой путь дивизии см. в 30-я гвардейская стрелковая дивизия

## Награды и наименования
- 3 мая 1942 года —  Орден Красного Знамени — награждена указом Президиума Верховного Совета СССР от 3 мая 1942 года за образцовое выполнение боевых заданий командования на фронте борьбы с немецкими захватчиками и проявленные при этом доблесть и мужество.[6].
- Почётное звание «гвардейская»  24 мая 1942 года.
- Почётное наименование «Рижская»- присвоено приказом Верховного Главнокомандующего за отличие в боях при освобождении г. Рига.

Войну дивизия закончила как 30-я гвардейская стрелковая Рижская Краснознамённая дивизия.

## Состав
- 830-й стрелковый полк,
- 837-й стрелковый полк (командир - подполковник Андрей Васильевич Тарусин[7]),
- 843-й стрелковый полк,
- 693-й артиллерийский полк,
- 173-й гаубичный артиллерийский полк
- 74-й отдельный истребительно-противотанковый дивизион,
- 284 отдельная зенитная артиллерийская батарея
- 494-й миномётный дивизион,
- 312-й разведывательная рота,
- 409-й сапёрный батальон,
- 616-й отдельный батальон связи,
- 397-й медико-санитарный батальон,
- 238-й отдельная рота химзащиты,
- 707-й автотранспортная рота,
- 254-й полевая хлебопекарня,
- 690-й полевая почтовая станция,
- 563-й полевая касса Госбанка.
- Боевой период: 16.10.1941-24.5.1942

## Подчинение
- C 07.07.1941 г. — Среднеазиатский ВО — 58-й стрелковый корпус
- на 01.10.1941 г. — резерв ставки ВГК — 1-й гвардейский стрелковый корпус
- C 01.11.1941 по 24 мая 1942 года — в составе 49-й армии

## Командование

### Командиры
- полковник Коротков Геннадий Петрович (14.03.1941 — 10.05.1942)
- полковник Кириллов, Максим Гаврилович (11.05.1942 — 15.05.1942) арестован и расстрелян 14 июля 1942 года по статье 58-1 «Б» УК РСФСР, как изменник Родины, за поражение под Смоленском
- полковник Кулешов, Андрей Данилович (16.05.1942 — 23.05.1942)

### Заместители командира
- полковник Опякин, Павел Прокофьевич (20.04.1942 — 23.05.1942)

### Начальники штаба
- полковник Ковтунов, Фёдор Трофимович (22.01.1942 — 23.05.1942)

## Комментарии
1. ↑  В тексте источника Сухан-Дарья.